# زیاد ارسلاناگیچ
زیاد ارسلاناگیچ (انگلیسی: Zijad Arslanagić؛ ۱۸ آوریل ۱۹۳۶ – ۷ ژانویهٔ ۲۰۲۰) بازیکن فوتبال اهل یوگسلاوی بود.
از باشگاه‌هایی که در آن بازی کرده‌است می‌توان به باشگاه فوتبال سارایوو اشاره کرد.
وی همچنین در تیم ملی فوتبال یوگسلاوی بازی کرده‌است.